# Emoh
Emoh — перший студійний альбом американського гурту Lou Barlow. Альбом був записаний 2004 року в The Beech House Recording Megaplex (Wedgewood Sound, Нешвілл, Теннессі, США).
- Rolling Stone (№. 967, стор. 84) дав альбому 3 зірки з 5.
- Uncut (стор. 108) дав 4 зірки з 5.

## Композиції
1. "Holding Back the Year" – 3:30
2. "Home" – 3:23
3. "Caterpillar Girl" – 3:35
4. "Legendary" – 4:11
5. "Royalty" – 3:45
6. "Puzzle" – 3:36
7. "If I Could" – 3:42
8. "Monkey Begun" – 3:02
9. "Mornings After Me" – 3:44
10. "Round-N-Round" – 2:34
11. "Mary" – 3:10
12. "Confused" – 3:45
13. "Imagined Life" – 4:14
14. "The Ballad of Daykitty" – 4:03

## Виконавці
- Лоу Барлоу – акустична та електронна гитара, бас, піаніно, вокал, синтизатор, ксилофон;
- Ерін Хьюджелі – віолончель;
- Воллі Гагел – синтизатор;
- Расселл Полард – барабани;
- Імаад Вазиф – акустична та електронна гитара, барабани, задній вокал;
- Марк Швабер – бас, електронна гитара;
- Еббі Барлоу – віолончель;
- Джейсон Льовінштайн – барабани;
- Кері Котсіоніс – вокал;
- Адам Хардінг – вокал;

## Інше
- Слово "emoh" в перекладі з індонезійської означає "неохоче".
- "Emoh" - це англійське слово "home" (дім) написане навпаки, яке є назвою другого треку альбому.
- Пісня "Legendary" була використана як саундтрек американського телешоу "The O.C." в другому сезоні.